# Taça dos Vencedores de Taças de Hóquei em Patins de 1978-79
A Taça dos Vencedores de Taças de Hóquei em Patins de 1978-79 foi a 3.ª edição da Taça das Taças.
A AD Oeiras conquistou o 3.º título de forma consecutiva, voltando a derrotar o CP Voltregà na final.

## Equipas participantes
| País               | Clube            | Classificação                            |
| ------------------ | ---------------- | ---------------------------------------- |
| Alemanha Ocidental | ERG Iserlohn     | 2.º lugar da Liga Alemão de 1977/78      |
| Bélgica            | RH Rolta Louvain | 2.º lugar da Liga Belga de 1977/78       |
| Espanha            | CP Voltregà      | Finalista da Taça do Rei de 1977/78      |
| França             | US Coutras       | 2.º lugar da Liga Francesa de 1977/78    |
| Itália             | Amatori Lodi     | Vencedor da Taça de Itália de 1977/78    |
| Países Baixos      | RHC Residentie   | 2.º lugar da Liga Neerlandesa de 1977/78 |
| Portugal           | AD Oeiras        | Vencedor da Taça das Taças de 1977/78    |
| Portugal           | SL Benfica       | Vencedor da Taça de Portugal de 1977/78  |
| Suíça              | Montreux HC      | Vencedor da Taça da Suíça de 1977/78     |

## Jogos

### 1.ª Eliminatória
| Equipa 1     | Total | Equipa 2     | 1.ª Mão | 2.ª Mão |
| ------------ | ----- | ------------ | ------- | ------- |
| Amatori Lodi | 6-4   | ERG Iserlohn | 4-4     | 2-0     |

### Fase final
|  | Quartos-de-final | Quartos-de-final | Quartos-de-final | Quartos-de-final |                  |              | Meias-finais | Meias-finais | Meias-finais |  |           | Final | Final | Final |
|  |                  |                  |                  |                  |                  |              |              |              |              |  |           |       |       |       |
|  | 1                | Amatori Lodi     | 8                | 4                |                  |              |              |              |              |  |           |       |       |       |
|  | 8                | US Coutras       | 1                | 2                |                  |              |              |              |              |  |           |       |       |       |
|  | 8                | US Coutras       | 1                | 2                |                  | Amatori Lodi | 5            | 1            |              |  |           |       |       |       |
|  |                  |                  |                  |                  |                  | Amatori Lodi | 5            | 1            |              |  |           |       |       |       |
|  |                  | AD Oeiras        | 5                | 4                |                  |              |              |              |              |  |           |       |       |       |
|  | 4                | AD Oeiras        | 5                | 4                | AD Oeiras (gf)   | 3            | 4            |              |              |  |           |       |       |       |
|  | 4                |                  |                  |                  | AD Oeiras (gf)   | 3            | 4            |              |              |  |           |       |       |       |
|  | 5                | SL Benfica       | 1                | 6                |                  |              |              |              |              |  |           |       |       |       |
|  | 5                | SL Benfica       | 1                | 6                |                  |              |              |              |              |  | AD Oeiras | 10    | 3     |       |
|  |                  |                  |                  |                  |                  |              |              |              |              |  | AD Oeiras | 10    | 3     |       |
|  |                  | CP Voltregà      | 1                | 6                |                  |              |              |              |              |  |           |       |       |       |
|  | 3                | CP Voltregà      | 1                | 6                | CP Voltregà      | 6            | 8            |              |              |  |           |       |       |       |
|  | 3                |                  |                  |                  | CP Voltregà      | 6            | 8            |              |              |  |           |       |       |       |
|  | 6                | Montreux HC      | 2                | 0                |                  |              |              |              |              |  |           |       |       |       |
|  | 6                | Montreux HC      | 2                | 0                |                  | CP Voltregà  | 5            | 2            |              |  |           |       |       |       |
|  |                  |                  |                  |                  |                  | CP Voltregà  | 5            | 2            |              |  |           |       |       |       |
|  |                  | RHC Residentie   | 2                | 3                |                  |              |              |              |              |  |           |       |       |       |
|  | 2                | RHC Residentie   | 2                | 3                | RH Rolta Louvain | 4            | 6            |              |              |  |           |       |       |       |
|  | 2                |                  |                  |                  | RH Rolta Louvain | 4            | 6            |              |              |  |           |       |       |       |
|  | 7                | RHC Residentie   | 4                | 10               |                  |              |              |              |              |  |           |       |       |       |
|  | 7                | RHC Residentie   | 4                | 10               |                  |              |              |              |              |  |           |       |       |       |

### Quartos-de-final
| Equipa 1         | Total  | Equipa 2       | 1.ª Mão | 2.ª Mão |
| ---------------- | ------ | -------------- | ------- | ------- |
| Amatori Lodi     | 12-3   | US Coutras     | 8-1     | 4-2     |
| AD Oeiras        | 7-7 gf | SL Benfica     | 3-1     | 4-6     |
| CP Voltregà      | 14-2   | Montreux HC    | 6-2     | 8-0     |
| RH Rolta Louvain | 10-14  | RHC Residentie | 4-4     | 6-10    |

### Meias-finais
| Equipa 1     | Total | Equipa 2       | 1.ª Mão | 2.ª Mão |
| ------------ | ----- | -------------- | ------- | ------- |
| Amatori Lodi | 6-9   | AD Oeiras      | 5-5     | 1-4     |
| CP Voltregà  | 7-5   | RHC Residentie | 5-2     | 2-3     |

### Final
| Equipa 1  | Total | Equipa 2    | 1.ª Mão | 2.ª Mão |
| --------- | ----- | ----------- | ------- | ------- |
| AD Oeiras | 13-7  | CP Voltregà | 10-1    | 3-6     |

| Vencedor da Taça das Taças 1978/79 |
| ---------------------------------- |
|                                    |
| AD Oeiras (3.º título)             |